# Laveline-du-Houx
Laveline-du-Houx – miejscowość i gmina we Francji, w regionie Grand Est, w departamencie Wogezy.
Według danych na rok 1990 gminę zamieszkiwało 201 osób, a gęstość zaludnienia wynosiła 24 osób/km² (wśród 2335 gmin Lotaryngii Laveline-du-Houx plasuje się na 844. miejscu pod względem liczby ludności, natomiast pod względem powierzchni na miejscu 718.).